# Hồ Ngọc Khánh
Hồ Ngọc Khánh nằm ở phường Ngọc Khánh, quận Ba Đình, thành phố Hà Nội.
Hồ Ngọc Khánh có từ lâu đời. Đến năm 1983, Hồ Ngọc Khánh được thi công nạo vét, các tuyến đường đô thị xung quanh hình thành. Năm đó dưới lòng hồ, các nhà khảo cổ tìm thấy kho vũ khí cổ. Đa số vũ khí được làm từ sắt, riêng súng lệnh được đúc bằng hợp kim đồng và đạn bằng đá. Chúng chủ yếu được chế tạo bằng phương pháp rèn đập thủ công nên không trùng lặp với bất cứ bộ sưu tập vũ khí nào ở Việt Nam đến nay.
Ngày nay, hồ Ngọc Khánh được cải tạo, làn nước trong xanh, mặt hồ thả những bè thủy trúc, bên hồ là hệ thống cây xanh, vườn hoa. 